# Lodewijk Willem Hendrik de Geus

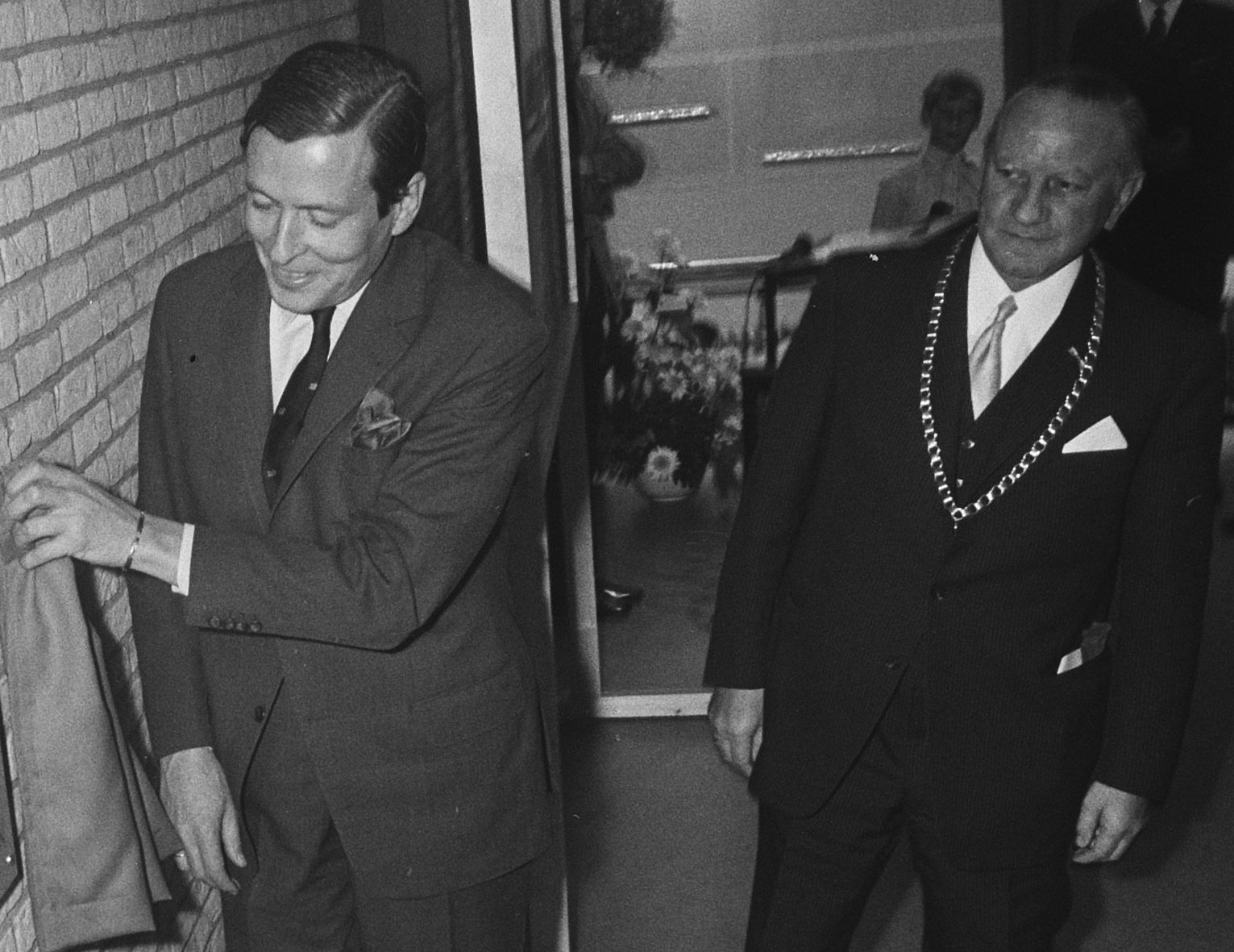
Prins Claus en burgemeester L.W.H. de Geus (1970)

Lodewijk Willem Hendrik de Geus (Wilnis, 30 april 1912 – Veenendaal, 29 april 1984) was een Nederlands politicus van de ARP.
Hij werd geboren als zoon van Hendrik Adrianus de Geus (1882-1953) en Janna Hendrika Berghege (1880-1950). In de jaren 30 was hij voorzitter van de lokale 'Anti-revolutionaire Jongeren Actie' (ARJA; gelieerd aan de ARP) afdeling in De Bilt. Verder was hij volontair bij de gemeentesecretarie van Woerden voor hij in eind 1937 als klerk ging werken bij de gemeente Maartensdijk. In juli 1946 werd De Geus benoemd tot burgemeester van de gemeenten Linschoten en Snelrewaard. Daarnaast is hij lid geweest van de Provinciale Staten van Utrecht. In mei 1977 ging hij met pensioen waarna hij verhuisde naar Veenendaal. De Geus overleed daar in 1984 een dag voor hij 72 jaar zou worden. In Linschoten is het 'Burgemeester De Geusplein' naar hem vernoemd.